# عبد العزيز المعمر
عبد العزيز المعمر (1919-1984) كان تكنوقراطياً سعودياً خدم كمستشار للملك سعود وسفيراً للمملكة العربية السعودية لدى سويسرا. بالإضافة إلى ذلك، يُعد أحد أبرز الشخصيات في الجيل الأول من المثقفين السعوديين.

## الحياة المبكرة والتعليم
وُلِد المعمر في العراق عام 1919م، وهو من عائلة حجازية. والده، إبراهيم المعمر، كان مستشاراً للملك عبدالعزيز بعد تأسيس المملكة العربية السعودية في عام 1932.  حيث كان أحد المقربين من الملك سعود.
تلقى عبدالعزيز المعمر تعليمه الثانوي في القاهرة، وحصل على درجة البكالوريوس في الاقتصاد من الجامعة الأمريكية في بيروت عام 1948.

## حياة مهنية
بدأ عبدالعزيز المعمر مسيرته المهنية كمترجم في الديوان الملكي للملك عبدالعزيز في عام 1948.  في عام 1953، نشب إضراب عمالي في شركة أرامكو، وطلب الملك سعود من عبدالعزيز المعمر ترؤس لجنة لمراجعة مطالب عمال أرامكو وتقديم اقتراحات لتحسين ظروف عملهم.  ولكي يتمكن من تنفيذ مهمته توجه إلى المنطقة الشرقية حيث مقر شركة أرامكو.  هناك التقى عبدالعزيز المعمر ببعض الشخصيات اليسارية مثل إسحاق الشيخ يعقوب ومحمد الحوشان، وأسّس معهم منظمة يسارية قومية تُسمى "جبهة الإصلاح الوطني" .  قدم عبدالعزيز المعمر اقتراحاته بعد لقائه بالملك سعود، الذي أسس بناءً على هذه الاقتراحات "مكتب العمل والعمال". كان المكتب هيئة محايدة مكلفة بحماية حقوق عمال أرامكو، وعين الملك سعود عبدالعزيز المعمر كأول رئيس لهذا المكتب، رغم اعتراضات إدارة أرامكو.
تم اعتقال عبدالعزيز المعمر في عام 1955 أثناء عمله في وزارة المالية بسبب آرائه المزعومة التي تتعلق بالبث.  تم طلب اعتقاله من قبل ولي العهد فيصل بناءً على الاتهامات المُلفقة التي قدمها مسؤولون في أرامكو ضده. أُطلق سراحه من السجن في فبراير 1956 واستمر في نشاطه السياسي في جبهة الإصلاح الوطني.
تم تعيين عبدالعزيز المعمر مستشاراً للملك سعود في عام 1958، وأصبح من أقرب مستشاريه. بحلول نهاية عام 1960، كان المعمر أبرز شخصية غير ملكية في الحكومة السعودية. بعد استقالة ولي العهد فيصل من منصب رئيس الوزراء، أعلن الملك سعود نفسه رئيساً للوزراء وشكل حكومة جديدة. حضر المعمر اجتماعات مجلس الوزراء رغم عدم توليه أي منصب حكومي، مما أثار اعتراضات وزير المالية الأمير طلال بن عبدالعزيز ووزير النفط عبدالله الطريقي على حضوره. وفي نفس الفترة، أبلغ السفير الأمريكي الملك سعود بأن المعمر يحمل آراء شيوعية، مما أدى إلى طرده من الديوان الملكي. رغم اعتراضات الأمير طلال وعبدالله الطريقي، عينه الملك سعود سفيراً للسعودية لدى سويسرا في عام 1961. ومع ذلك، عندما تولى ولي العهد فيصل رئاسة الوزراء في عام 1963، أقاله من المنصب وعاد إلى السعودية.

## الاعتقال والموت
سرعان ما تم احتجاز عبدالعزيز المعمر بعد عودته إلى السعودية في الهفوف، ولم يُطلق سراحه إلا بعد اغتيال الملك فيصل عندما أصدر الملك خالد عفواً عاماً في عام 1975. خلال فترة سجنه التي استمرت 12 عاماً، فقد المعمر بصره، وأرسل الملك خالد إلى إسبانيا لتلقي العلاج. توفي عبدالعزيز المعمر في الدمام عام 1984.  

## إرث
نشر إسحاق الشيخ يعقوب سيرة عبدالعزيز المعمر بعنوان "عبدالعزيز المعمر: ذاكرة أمة".. 